# José Antonio de Mendoza Caamaño y Sotomayor
José Antonio de Mendoza Caamaño i Sotomayor, tercer marquès de Vilagarcía de Arousa, cavaller de l'Ordre de Cavallers de Sant Jaume va ser fill de l'ambaixador d'Espanya a Venècia i Virrei de Catalunya (1705).
Va estar casat amb Clara de Monroy. L'any 1735, amb seixanta-vuit anys, ja ancià i vidu, va ser nomenat Virrei del Perú per Felip V d'Espanya, viatjant amb ell els famosos mariners Jordi Joan i Antonio de Ulloa que formaven part de l'expedició de Charles-Marie de La Condamine per mesurar la Línia equatorial.
Entre 1735 i 1745, temps en què va romandre al capdavant del virregnat peruà, es va ocupar especialment de millorar la hisenda i la producció minera. Reprimir les revoltes de 1739 i 1742 i a partir d'aleshores va tractar de controlar la corrupció que, juntament amb l'esclavitud eren les pràctiques a què estava sotmesa la població indígena pel sistema de la Mita i l'incompliment de les ordenances reals havien provocat les esmentades revoltes. D'altra banda, Caamaño i Sotomayor, tenint en compte el conflicte bèl·lic existent amb Anglaterra, l'anomenada guerra de l'orella de Jenkins (1739-1748), va haver d'afrontar nombrosos problemes defensius per la presència activa dels vaixells comandats per l'almirall Anson a les costes del virregnat i de l'almirall Vernon a l'àrea del Carib, que van arribar a provocar el saqueig de Paita i la caiguda de Portobelo. També a les fronteres terrestres va haver d'afrontar alguns conflictes amb els portuguesos de Brasil.
Després de demanar la seva substitució, va morir durant la navegació del seu viatge de tornada a Espanya, deixant una impressió de bon govern en el territori de la seva jurisdicció.